# Leprosárium

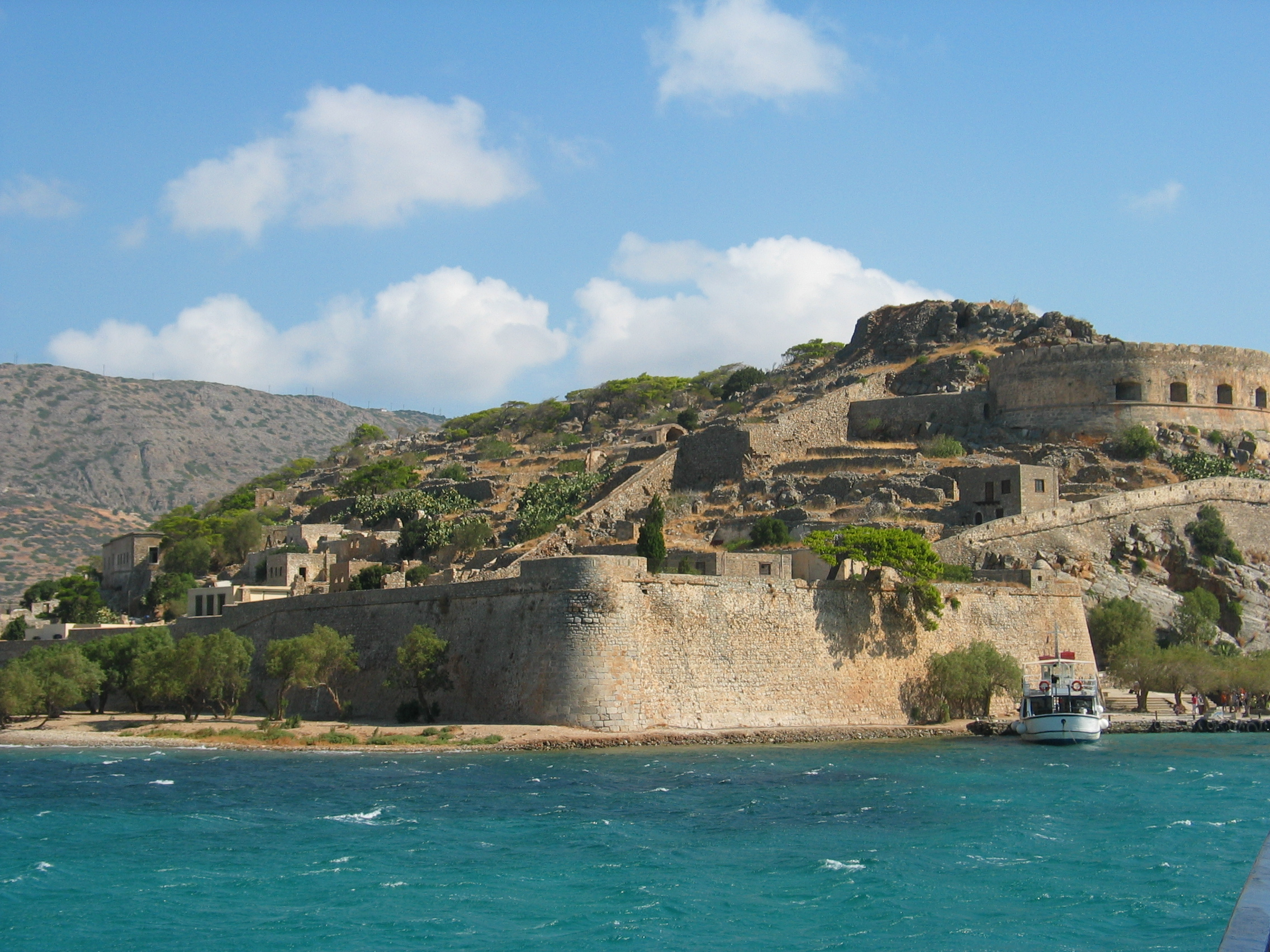
Pevnost na ostrově Spinalonga sloužící do roku 1957 jako leprosárium

Leprosárium bylo od středověku až do novověku zařízení k izolování nemocných leprou od zbytku obyvatelstva, aby se zabránilo dalšímu šíření nemoci.

## Historie
Ohledně nakládání s malomocnými se v bibli zmiňuje 13. a 14. kapitola v knize Leviticus, která určuje, jak mají kněží nemoc rozpoznat a jak k nemocným přistupovat. Křesťanské země v pozdější době z nich čerpaly při zavádění opatření.
| „                       | Po všechny dny, co bude postižen, zůstane nečistý. Je nečistý. Bude bydlet v odloučení, jeho obydlí bude mimo tábor. | “ |
| — Lv 13, 46 (Kral, ČEP) | |   |

V roce 583 se usnesl koncil v Lyonu na zřizování prvních leprosárií. V těchto domech byli postižení izolováni a žili mimo kláštery a města. Nemoc určil kněz a lékař, kteří pak nemocného poslali do leprosária. Nejstarší leprosária vznikla v Metách, Verdunu a Maastrichtu. Třetí lateránský koncil v roce 1179 určil, že každé leprosárium musí mít vlastní kapli nebo kostel a vlastního kněze, aby nenarušovala ostatní farnosti. Byly také osvobozeny od platby desátku. Do té doby byla leprosária ve Svaté říši římské omezena na biskupská města v její západní části. Malomocní v jiných oblastech byli ponecháni sami sobě. Rozhodnutí lateránského koncilu položilo základ pro zřízení péče o malomocné. S rozkvětem měst ve 12. století a všeobecným růstem populace do 13. století rostl i počet malomocných. Kromě toho těsnost měst a často špatné hygienické podmínky vedly k šíření infekčních chorob. Leprosária se často přeměnila na špitály a sloužila chudším vrstvám jako hospic.
- První leprosárium v Čechách, curia leprosorum bylo pravděpodobně od 12. století  za pražskými hradbami při kostele sv. Lazara, mezi pozdějšími ulicemi Lazarskou a Omladinářů, za Židovskou zahradou.[1]
- Posledním leprosáriem v Evropě je Tichilești v dunajské deltě v Rumunsku.[2]

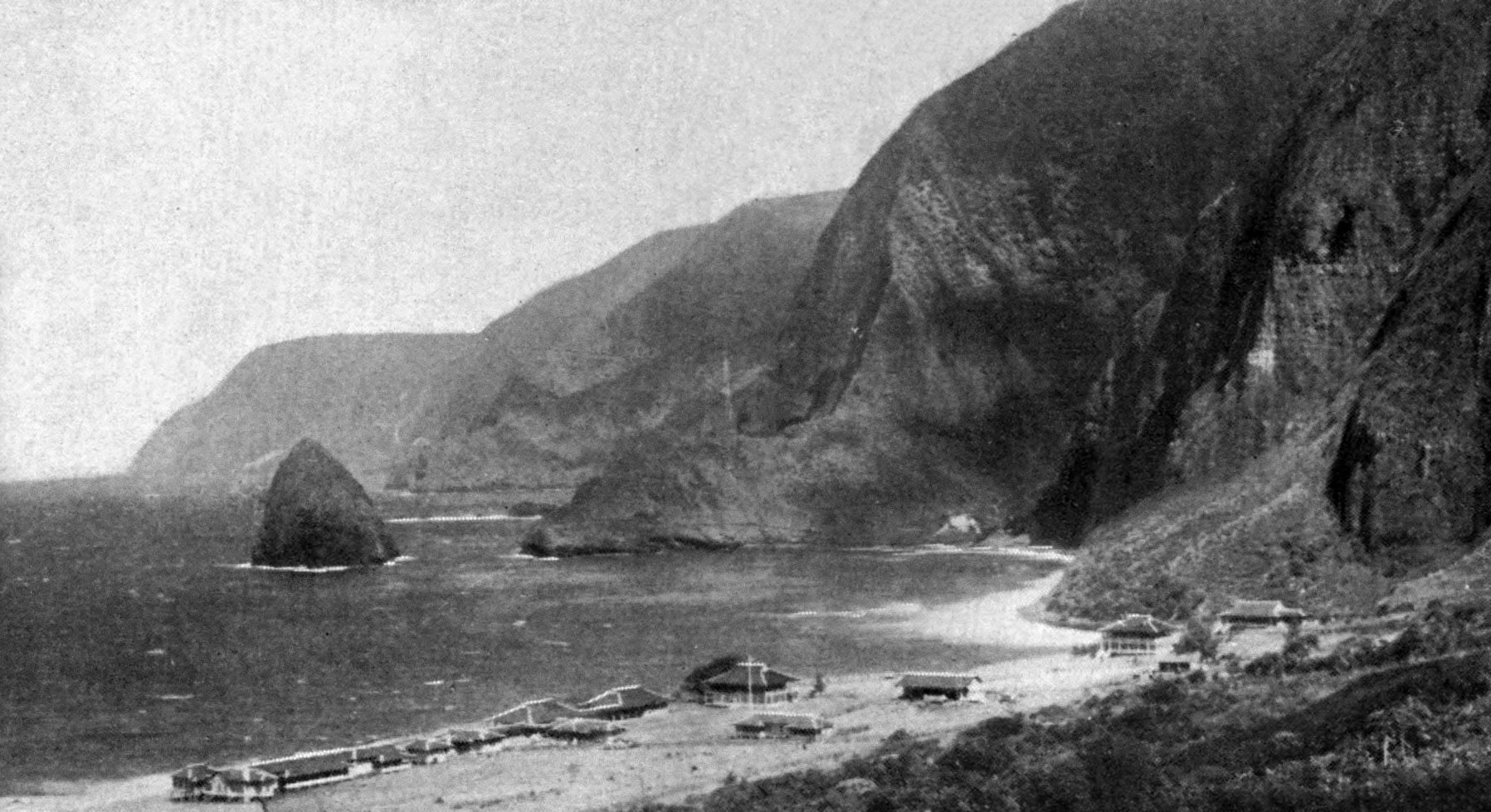
Leprosárium na ostrově Molokai

Zpočátku byla leprosária izolovaně stojící dřevěné boudy, později vznikaly skupiny budov kolem kaple. V novověku byla zakládána na odlehlých místech, jako např. na ostrově Molokai, nebo naopak u křižovatek cest nebo poutních cest, aby nemocní, kteří byli odkázáni pouze na milodary, měli lepší možnost žebrání.
Péči o nemocné obstarávala především církev, která zajišťovala nemocným obživu a oblečení. Postižení, aby byli poznatelní, museli nosit zvláštní oděv, často doplněný rohy, rolničkami nebo chrastítky.